# أشرف (اسم)
أَشْرَف هو اسم علم مذكر من أصل عربي، وجاء الاسم على صيغة أفعل، ومعناه هو الأكثر ارتفاعًا وعلوًا ومجدًا، الأشرف كذلك: الخفاش، القصر ذو الشرفات.

## شخصيات تحمل الاسم
- أشرف آوران مؤلف تركي
- أشرف أباظة ممثل أردني
- أشرف أباك رامي مطرقة تركي
- أشرف أبو الحسن لاعب كرة طائرة مصري
- أشرف أبو اليزيد صحفي مصري
- أشرف أبو عمرة مصور صحفي فلسطيني
- أشرف أبو مهادي المدير العام للصيدلية المركزية في مدينة غزة
- أشرف أرمغان رسام تركي
- أشرف أرميا بروفيسور مصري - بريطاني
- أشرف أشاوي لاعب كرة قدم بلجيكي
- أشرف أمايا لاعب كرة سلة أمريكي
- أشرف أمجد الصيفي رامي مطرقة مصري
- أشرف أوشن لاعب كاراتيه مغربي
- أشرف الأعور وزير في حكومة محمد مصطفى
- أشرف البارودي قاضي مصري
- أشرف البواقي شاعر مصري
- أشرف الجبري لاعب مهاجم كرة قدم تونسي
- أشرف الجدي عميد كلية التمريض بالجامعة الإسلامية في غزة
- أشرف الحجوج طبيب فلسطيني
- أشرف الخمايسي كاتب مصري
- أشرف الخولي سفير مصري في لندن
- أشرف السعد رجل أعمال مصري
- أشرف السكاكي مجرم بلجيكي
- أشرف السلحدار ممثل مصري
- أشرف السيد العربي وزير التخطيط والمتابعة والإصلاح الإداري المصري السابق
- أشرف الشافعي شاعر مصري
- أشرف الشرقاوي وزير قطاع الأعمال المصرية الحالي
- أشرف الشمري لاعب كرة قدم سعودي
- أشرف الشيحي شخصية دبلوماسية_سياسية
- أشرف الضباعين كاتب وروائي أردني
- أشرف العجرمي سياسي فلسطيني
- أشرف العشماوي قاضي مصري
- أشرف العوادي ناشط حقوقي تونسي
- أشرف العوضي ممثل أردني
- أشرف القدرة المتحدث باسم وزارة الصحة الفلسطينية في غزة
- أشرف القرقني شاعر ومترجم وباحث تونسي
- أشرف الكردي سياسي وطبيب اردني
- أشرف الكعلي مذيع تونسي
- أشرف المليكي لاعب كرة قدم سعودي
- أشرف المهديوي لاعب كرة قدم هولندي
- أشرف الهوتكي سياسي أفغاني
- أشرف إبراهيم عطوة قائد القوات البحرية المصرية
- أشرف إحسان فقيه كاتب وروائي سعودي
- أشرف بدر الدين سياسي مصري
- أشرف برهوم ممثل سينما ومسرح فلسطيني
- أشرف بريق استاذ كيمياء اسرائيلي
- أشرف بزناني مصور مغربي
- أشرف بن شرقي لاعب كرة قدم مغربي
- أشرف بن ضياف لاعب كرة قدم تونسي
- أشرف بن عياد صحفي مراسل رياضي مغربي
- أشرف بودرامة لاعب كرة قدم جزائري
- أشرف بيت تيسير لاعب كرة قدم عماني
- أشرف تاديلي عداء كندي
- أشرف ثابت سعد الدين عضو مجلس الشيوخ المصري الحالي
- أشرف حاتم وزير الصحة والسكان المصري السابق
- أشرف حبيب الله مهندس أمريكي
- أشرف حكيمي لاعب كرة قدم مغربي
- أشرف حمدي رسام كاريكاتير ومخرج أفلام كرتون وطبيب أسنان مصري
- أشرف خضر لاعب كرة يد تونسي
- أشرف خروبي ملاكم مغربي
- أشرف داري لاعب كرة قدم مغربي
- أشرف دالي شاعر مصري
- أشرف دبور سياسي دبلوماسي فلسطيني
- أشرف ربيع لاعب كرة سلة مصري
- أشرف رشيد ضابط باكستاني
- أشرف ريفي عسكري لبناني
- أشرف زعزع سفير دبلوماسي مصري
- أشرف زغلول لاعب كرة طائرة في وضع الجلوس مصري
- أشرف زكي ممثل مصري
- أشرف سلمان سياسي مصري
- أشرف سنكلير ممثل ماليزي
- أشرف سيف ممثل مصري
- أشرف شاد كاتب وشاعر وصحفي باكستاني
- أشرف شتات لاعب كرة قدم اردني
- أشرف شتيوي ناقد وكاتب مصري
- أشرف صابر عداء سرعة ايطالي
- أشرف صالح محمد سيد كاتب مصري
- أشرف صبحي وزير الشباب والرياضة المصري
- أشرف صدقي لاعب كرة سلة مصري
- أشرف طلبة ممثل مصري
- أشرف طلفاح ممثل ومخرج اردني
- أشرف عبد الباسط طبيب مصري
- أشرف عبد الباقي ممثل مصري
- أشرف عبد الشافي روائي وصحفي مصري
- أشرف عبد الغفور ممثل مصري
- أشرف عتريس شاعر وكاتب مسرحي مصري
- أشرف عقل دبلوماسي مصري
- أشرف علي التهانوي عالم ديوبندي وفقيه حنفي
- أشرف علي لاعب كركيت باكستاني
- أشرف علي (لاعب كريكت) لاعب كركيت باكستاني
- أشرف علييف مصارع رياضي اذربيجاني
- أشرف غريب كاتب صحفي وناقد سينمائي مصري
- أشرف غني سياسي افغاني
- أشرف غوري مخرج افلام هندي
- أشرف فاروق ممثل وكاتب سيناريو ومخرج مسرحي مصري
- أشرف فهمي مخرج افلام مصري
- أشرف فياض شاعر وفنان تشكيلي فلسطيني
- أشرف قاسم لاعب كرة قدم مصري
- أشرف قاضي دبلوماسي باكستاني
- أشرف قنديل ممثل مصري
- أشرف كرير لاعب كرة قدم تونسي
- أشرف لزعر لاعب كرة قدم مغربي
- أشرف لطفي (لاعب كرة قدم مالديفي) لاعب كرة قدم مالديفي
- أشرف ماضي لاعب كرة قدم هولندي
- أشرف محبوبي لاعب تايكوندو مغربي
- أشرف محمد رفعت قائد القوات البحرية السابق
- أشرف محمود أبو زيد ملحن وموزع موسيقى مصري
- أشرف مروان ضابط مخابرات مصري
- أشرف مصيلحي ممثل مصري
- أشرف منصور عالم مصري واستاذ فيزياء البوليمرات
- أشرف نافع احد قادة كتائب الشهيد عز الدين القسام
- أشرف نعالوة منفذ عملية بركان
- أشرف نعمان لاعب كرة قدم فلسطيني
- أشرف هلال محام ومحافظ المنوفية السابق
- أشرف هيندريكس لاعب كرة قدم جنوبي افريقي
- أشرف وحيد لاعب كرة قدم بحريني
- أشرف يوسف لاعب كرة قدم مصري